# Holomelina consors
Holomelina consors là một loài bướm đêm thuộc phân họ Arctiinae, họ Erebidae.